# 송치
송치(送致)는 보낸다는 뜻으로 경찰/군사경찰 등 수사기관에서 검찰청/군 검찰로 피의자와 서류를 넘겨 보내는 것을 말한다. 한국의 경우 검찰이 기소독점권을 가지고 있기 때문에 경찰/군사경찰 등 수사기관이 검찰에 송치하는 것이 일반적이다. 송치와 구별되는 개념으로 직수가 있는데 검찰 자체에서 직접 사건을 받는 것을 말한다.

## 예
- 송치: 위키군의 저작권 위반 불법 펌질에 대한 충분한 증거를 수집한 사법경찰관은 검찰에 사건을 송치하였고 검찰은 수리하였다.

- 직수(직접 수사): 위키군이 거대 출판재벌들로부터 위키백과의 신뢰를 떨어뜨리는 일을 해준 것을 인지하고 검찰 자체에서 수사를 개시한 것을 직수하였다고 한다.